# 邓肯·洛里默
邓肯·洛里默（英語：Duncan Lorimer，1969年—），男，英国和美国天体物理学家，西弗吉尼亚大学教授。因于2007年发现第一个快速射电暴而知名。

## 家庭
妻子毛拉·麦克劳克林也是西弗吉尼亚大学教授。